# Vanguard TV3
Vanguard TV3, còn được gọi là Vanguard Test Vehicle Three là nỗ lực đầu tiên của Hoa Kỳ để phóng vệ tinh vào quỹ đạo quanh Trái Đất. Vanguard 1A là một vệ tinh nhỏ được thiết kế để kiểm tra khả năng khởi động của Vanguard ba giai đoạn và nghiên cứu ảnh hưởng của môi trường trên vệ tinh và các hệ thống của nó trong quỹ đạo Trái Đất. Nó cũng được sử dụng để có được các phép đo trắc địa thông qua phân tích quỹ đạo. Các pin mặt trời trên Vanguard 1A được Bell Laboratories sản xuất.
Trong nỗ lực phóng vào ngày 6 tháng 12 năm 1957, tại mũi Canaveral, tên lửa khởi động được đốt cháy và bắt đầu phóng lên, nhưng khoảng hai giây sau khi cất cánh, sau khi phóng lên khoảng bốn feet (1,2 m), tên lửa bị mất lực đẩy và rơi trở lại bệ phóng. Khi nó chạm đất các thùng nhiên liệu bị vỡ và phát nổ, phá hủy tên lửa và làm hư hại nặng bệ phóng. Vệ tinh Vanguard bị ném xuống và hạ cánh xuống đất, với các máy phát của nó vẫn đang gửi tín hiệu đèn hiệu. Tuy nhiên Vanguard TV3 đã bị hư hại, và không thể được tái sử dụng. Nó hiện đang được trưng bày tại Bảo tàng Hàng không và Không gian Quốc gia của Viện Smithsonian.
Nguyên nhân chính xác của vụ tai nạn không được xác định chắc chắn, nhưng có vẻ như hệ thống nhiên liệu bị trục trặc. Các động cơ khác của cùng một mô hình đã được sửa đổi và được phóng thành công.